# ダグラス DC-4
ダグラス DC-4
アリタリア航空のDC-4B
- 用途：旅客機
- 製造者：ダグラス・エアクラフト
- 運用者
  - パンアメリカン航空
  - ノースウェスト航空
  - 日本航空
  - カンタス航空など
- 初飛行：1942年2月14日（原型機）
- 生産数：74機（民間向け）+1134機（軍用）

ダグラス DC-4 (Douglas DC-4) は、アメリカ合衆国のダグラス社が開発した大型レシプロ旅客機。軍用型としてC-54とR5Dが製作された。1942年初飛行。

## 概要

### DC-4E

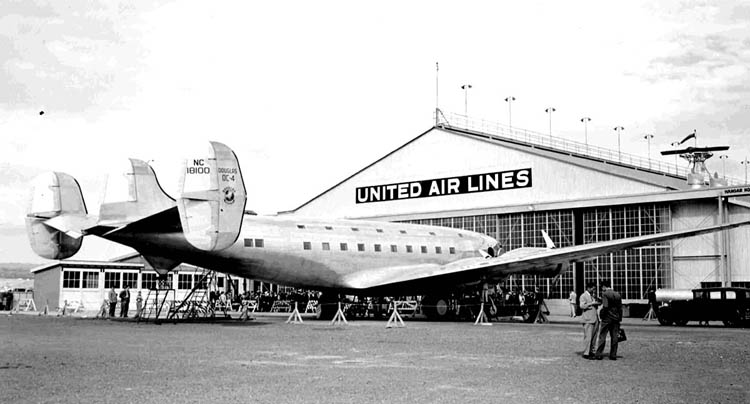
ユナイテッド航空のハンガーの前に駐機するDC-4E

1930年代以降、DC-3の商業的な成功によりアメリカを始めとする世界の旅客機市場で最大のシェアを誇っていたダグラス社が、ユナイテッド航空から出されたDC-3の後継機に対する要望に答えるための試作機として、ダグラス社として初の4発エンジンを持つ大型旅客機・DC-4E（EはExperimental=「試作機」の意味）が開発された。
1938年6月7日に初飛行したものの、路線就航を前提としたテスト飛行を行った結果、エンジン出力に比べ機体重量が重かった上に機構が複雑すぎ、整備性および経済性に問題があったために、試作機として1機だけが製作されたのみに終わった。
DC-4Eはその後、1939年10月に日本海軍が入手し（海軍名義ではなく大日本航空の名義で購入した）、中島飛行機で海軍向けの13試大型陸上攻撃機「深山」の設計をする際の参考にされた。

### C-54/R5Dとして就航

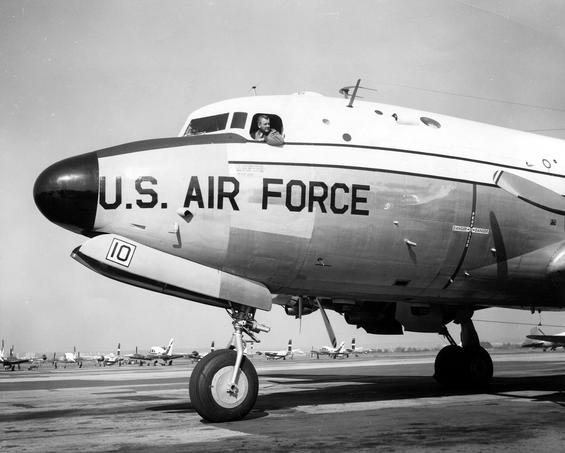
大統領専用機のC-54「セイクリッド・カウ」

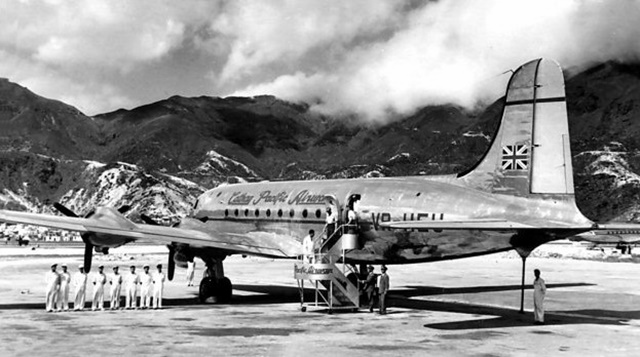
キャセイパシフィック航空のC-54

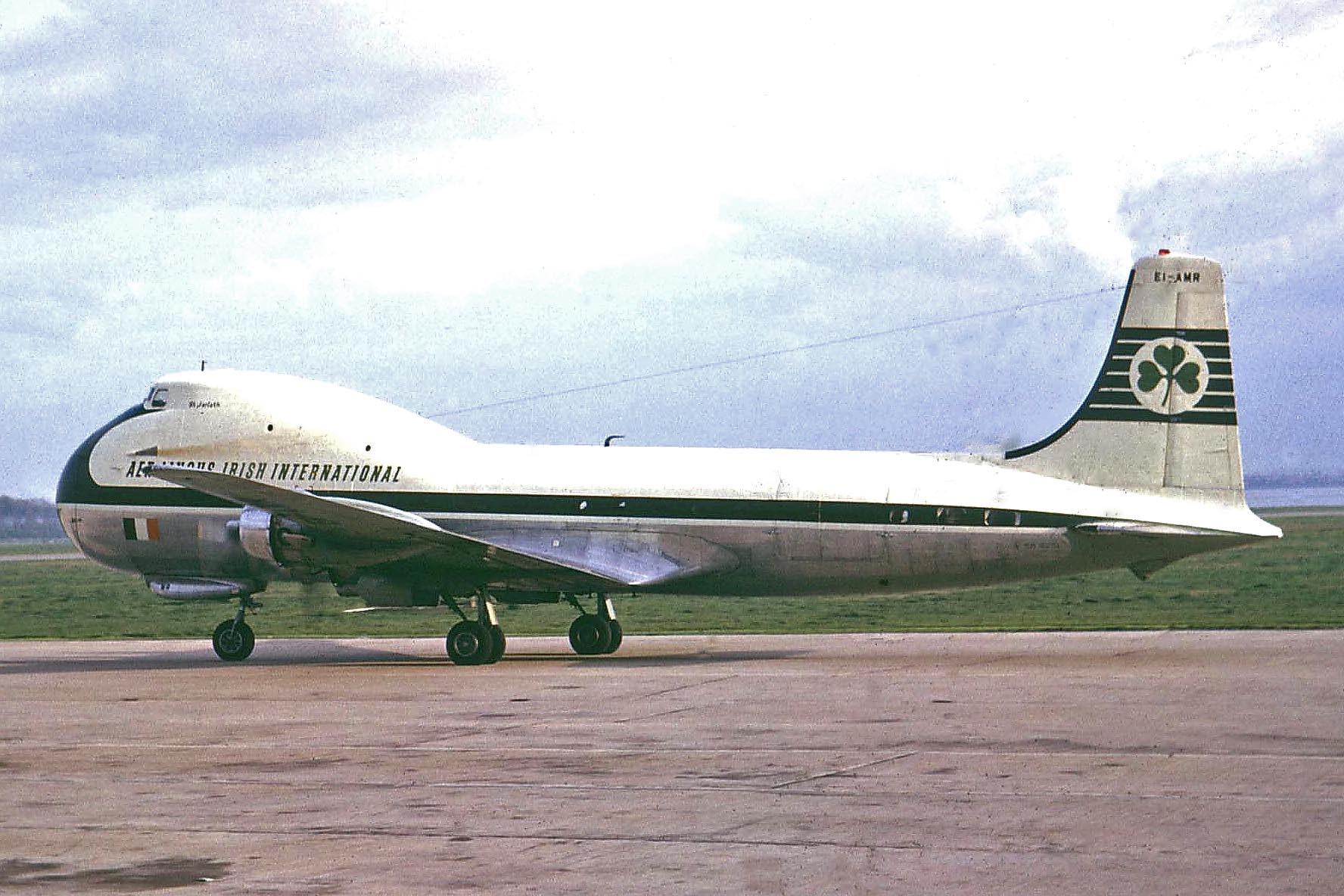
ATL-98カーベア

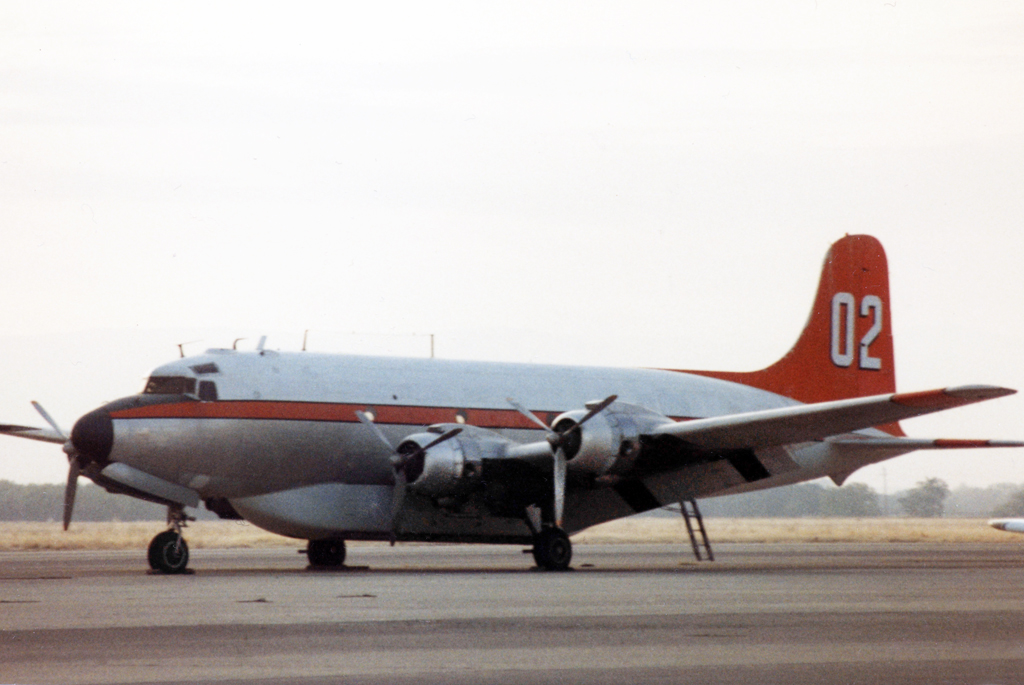
消火活動機に改造されたC-54A

その後DC-4として一から開発がやり直されたものの、第二次世界大戦中の1942年2月14日に完成・初飛行したこともあり、当初はアメリカ軍向けの輸送機・C-54 スカイマスター（陸軍航空隊向け）もしくはR5D（海軍向け）として大戦終結後の1946年までに1,134機が製作された。
戦争中に、この信頼性の高い航空機は79,642回も大西洋を横断したが、驚くべきことに、その間に失われた航空機はわずか3機に過ぎなかった。この素晴らしい安全の記録があったからこそ1944年には、C-54が当時の大統領・フランクリン・D・ルーズベルトの専用機「セイクリッド・カウ」として採用された。なお同機は初のアメリカ大統領専用機であり、小児まひの後遺症で下半身不随のルーズベルトの乗降のためにリフトが装備されていた。

### 最初の大洋横断機
なお、第二次世界大戦後にはアメリカ軍やイギリス軍で使用されていたC-54やR5Dのうち約500機が民間に払い下げられ、旅客型に改修されてDC-4として飛行することになった。
そして、パンアメリカン航空やノースウェスト航空、ブリティッシュ・エアウェイズなどにより大西洋、続いて太平洋を越えて運航される最初の民間機の一つとなった。
その後、1947年8月9日に生産が終了するまでの間に、74機の民間向けDC-4が製作され与圧仕様の機体も有り、C-54やR5Dを含む数百機の機体がパンアメリカン航空や日本航空、キャセイ・パシフィック航空やカンタス航空をはじめとする世界各国の航空会社で、国際線や大陸横断などの中長距離路線用の主力機として使用された。

### 生産中止
その後1947年により大きな機体と強力なエンジンを装備し、長距離国際線に適した与圧キャビンを備えたDC-6が登場し、その後さらに長距離飛行が可能な高性能型のDC-7が登場した。
1950年末頃にはパンアメリカン航空や日本航空、ノースウェスト航空やエールフランス航空などの大手航空会社の長距離路線から引退し、その多くがアメリカや日本の国内線や貨物路線へと回されたほか、チャーター便を運航する中小航空会社に払い下げられ活躍した。

### その後
さらに1950年代後半にはDC-8やボーイング707、コンベア880が登場したことから、1960年代前半には大手航空会社からの引退が進み、その多くが貨物機へ改修されたり、中南米やアジア、アフリカの新興国の新興航空会社へと払い下げられた。
またイギリスのアビエーション・トレーダーズが、DC-4をベースに機首部分を改造した「ATL-98カーベア」が製作され、1964年の東京オリンピックで馬を運送するのに使用されたほか、「007 ゴールドフィンガー」でも、劇中で悪役のゲルト・フレーベとロールスロイスを運搬するために使用されている。

### 現在
初飛行後80年近く経った現在も、メンテナンスが簡単なことから数十機がアメリカや中南米の小規模な航空会社で使用されているが、その多くは貨物機や消防機に改修され、旅客輸送の第一線からは退いている。

## スペック

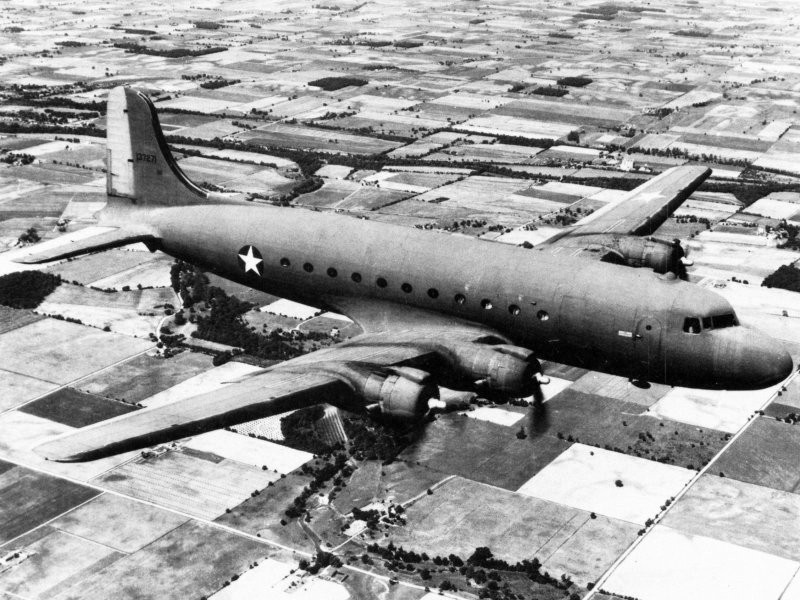
軍用型のC-54

※航空会社からの要求仕様により多少の差違がある。
- 最高速度:450 km/h
- 巡航速度：365 km/h
- 座席数:最大86席（国内線用）兵員の場合50名
- 航続距離:約6,839 km
- 全長:28.6 m
- 全幅:35.8 m
- 全高:8.38 m
- 翼面積:135.6 m2
- 自重:16,783 kg
- 全備重量:28,123 kg
- エンジン プラット&ホイットニーR-2000　1,290hp×4基

## 主なユーザー

### 航空会社

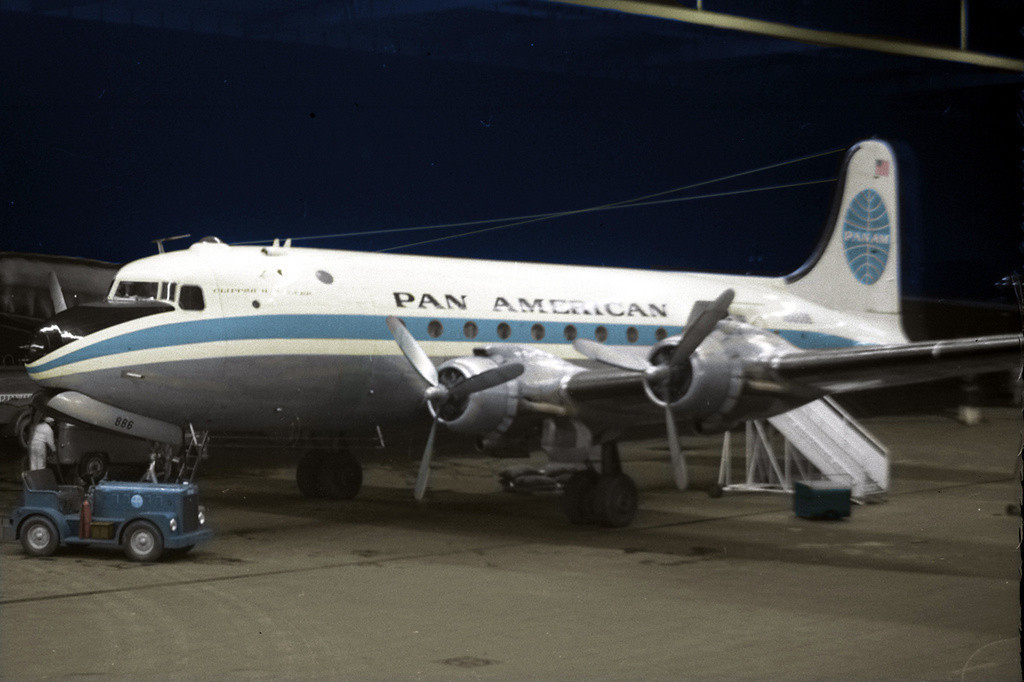
パンアメリカン航空のDC-4

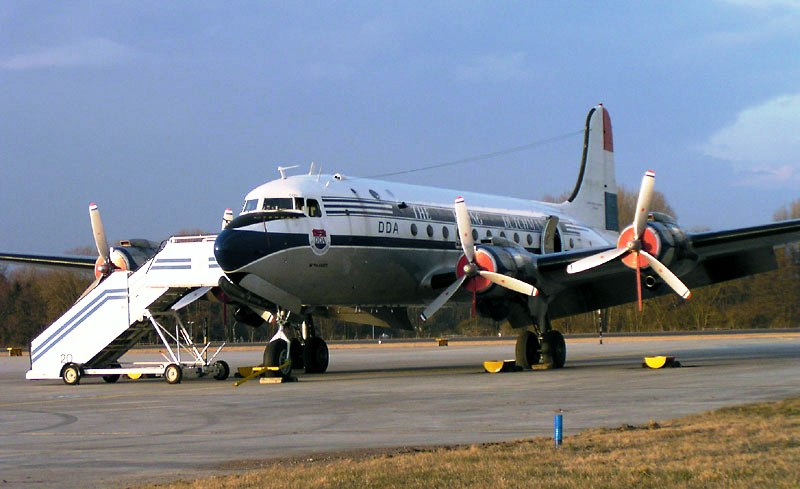
Dutch Dakota AssociationのDC-4

- 日本航空
- キャセイパシフィック航空
- タイ国際航空
- サウジアラビア航空
- サベナ・ベルギー航空
- アリタリア航空
- KLMオランダ航空
- ユナイテッド航空
- ノースウエスト航空
- パンアメリカン航空
- カナダ太平洋航空
- クバーナ航空
- ヴァリグ・ブラジル航空
- アルゼンチン航空
- カンタスオーストラリア航空
- 南アフリカ航空

### 軍・政府
- アメリカ陸軍航空隊
- アメリカ空軍
- アメリカ海軍
- 中華民国政府
- イスラエル空軍 - 第一次中東戦争（イスラエル独立戦争）時に第106飛行隊に配備され運用された。
- 南アフリカ空軍[2]

## 日本のDC-4

### 日本航空国内線の主力機

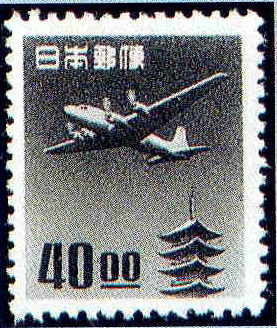
日本切手に描かれたDC-4（1951年発行）

第二次世界大戦で敗北した日本は、連合国より軍民問わず航空機を運用することを禁止されていた。1951年になり、ようやく日本航空株式会社（旧会社）による民間航空路による定期路線が就航した。しかし実際には日本航空は営業面だけを日本側が担当し、実際の定期路線運航はノースウエスト航空が操縦士付きで担当した。このときに使われた6機のうちの1機がDC-4であった。このDC-4型機（機体記号N88844）は「てんおう星」号と名づけられ、同年11月2日より東京 - 札幌（千歳空港）線に就航した。
当時DC-4の生産はすでに終了していたが、他の5機のマーチン2-0-2に比べて信頼性が高かったため、1952年10月25日からの自主運航開始後も買い増しを進め、最終的に6機を購入した（前述の「てんおう星」号も買い取り、JA6005「十勝」号となった）。こうして、DC-4は国内線の主力機として黎明期の日本航空を支えた。また、当時アメリカの統治下にあった沖縄への国際線機材としても運航されていた他、東京 - サンフランシスコ間にトランスオーシャン航空からチャーターされた機材が貨物専用機として導入されていた。各機体には山の名前が愛称としてつけられた。

### 航空切手
日本では1950年代初頭の日本航空の主力民間航空機であったため、当時の郵政省が航空郵便料金用に発行した航空切手にはDC-4が描かれていた。
この航空切手には国際航空郵便用と国内航空郵便用の2種類があった。そのうち国内航空郵便用は1951年9月に発行されたが、当時の速達郵便料金よりも安いのに航空路のある都市宛では、速達よりも早く到着する現象が生じたため、1953年7月に速達と統合され廃止になった。国際郵便用もその後販売されないようになったが、最初（1950年01月06日）に発行された「きじ航空」シリーズ以外には必ずDC-4が描かれていた。

### 退役

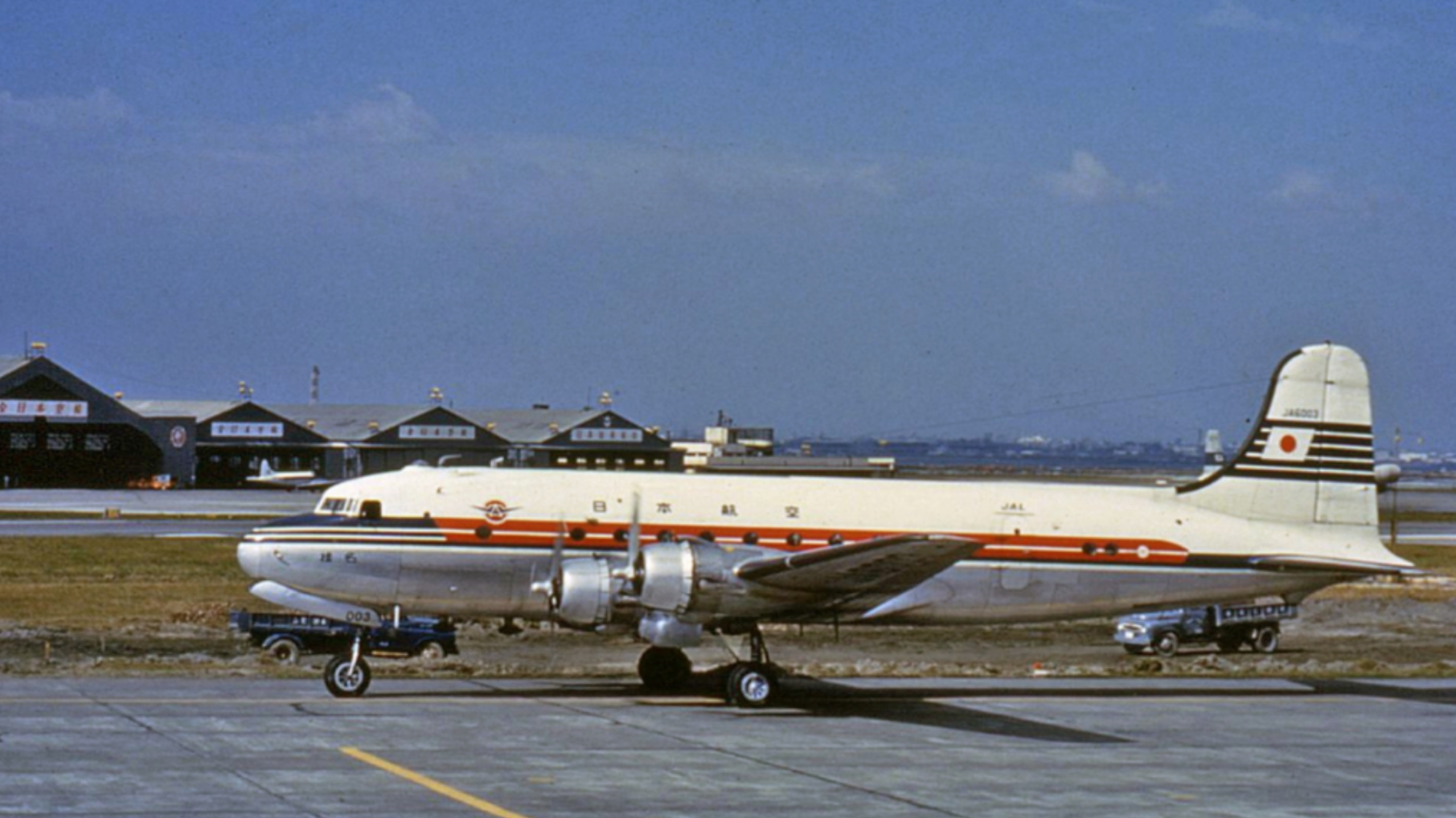
羽田空港に駐機する日本航空のDC-4

このように、当初はフラッグキャリアの日本航空の国内線の主力機として活用されたものの、与圧装置や気象レーダーがないために天候要因による欠航も多かった上に、1960年代に入ると、最新鋭ジェット機のダグラスDC-8やコンベア880の納入が進んだことに伴いダグラス DC-6の余剰が進んだことなどを受けて、1963年4月1日に全機が退役し日本国外に売却された。なお、日本でDC-4を導入したのは日本航空のみであった。
末期には、他社がより高速での飛行が可能なコンベアCV440メトロポリタンやビッカース バイカウントなどの新鋭機材を相次いで導入したことに対抗して、売却前の本機を使用した割引運賃の格安の夜行便サービス「Economy Service」を導入しようとした。しかし、全日本空輸や日本国内航空などの競合他社保護の観点から、運輸省がこれを認可しなかった（一部写真の垂直尾翼に「E」が表記されているのはこのためである）。

### 日本国外の航空会社の乗り入れ
パンアメリカン航空やノースウエスト航空が、第二次世界大戦終結間もない1940年代後半から乗り入れ機材に使用したほか、民航空運公司や大韓航空、カンタス航空など多数の航空会社が、ジェット機が主力となった1960年代中盤に至るまで日本乗り入れに使用した。また、多くの航空会社が1964年東京オリンピックのチャーター機として、中華民国や韓国などが政府専用機として乗り入れた。